# Wilfried Singo
Wilfried Stephane Singo, född 25 december 2000, är en ivoriansk fotbollsspelare som spelar för AS Monaco och Elfenbenskustens landslag.

## Klubbkarriär

### Torino
I januari 2019 värvades Singo av italienska Torino från Denguélé i hemlandet Elfenbenskusten. Singo debuterade för Torino den 1 augusti 2019 i en 4–1-vinst över Debreceni i Europa League, där han blev inbytt i den 83:e minuten mot Armando Izzo. Singo gjorde sin Serie A-debut den 27 juni 2020 i en 4–2-förlust mot Cagliari, där han blev inbytt i den 74:e minuten mot Ola Aina. Singo gjorde sitt första mål för Torino i sin första match från start den 29 juli 2020 i en 3–2-förlust mot Roma.

### AS Monaco
Den 17 augusti 2023 värvades Singo av Ligue 1-klubben AS Monaco, där han skrev på ett femårskontrakt.

## Landslagskarriär
Singo var en del av Elfenbenskustens trupp vid olympiska sommarspelen 2020 i Tokyo. Han spelade fyra matcher och hjälpte Elfenbenskusten att nå kvartsfinal i herrarnas turnering.
Singo debuterade för Elfenbenskustens landslag den 5 juni 2021 i en 2–1-vinst över Burkina Faso. Den 28 december 2023 blev han uttagen i Elfenbenskustens trupp till afrikanska mästerskapet 2023. Singo var sedan med och blev afrikansk mästare efter att Elfenbenskusten besegrat Nigeria i finalen.

## Meriter
Elfenbenskusten
- Vinnare av Afrikanska mästerskapet: 2023